# Biu Fernandes
Benedito Alves Fernandes (Catolé do Rocha, 11 de julho de 1941), também conhecido por Biu Fernandes, é um empresário, professor  e político brasileiro. Foi deputado estadual pela Paraíba entre 2003 e 2007 e prefeito de sua cidade natal entre 1969 e 1973

## Carreira política
Disputou sua primeira eleição em 1968, quando concorreu à prefeitura de Catolé do Rocha pela ARENA, o partido de sustentação ao regime militar.
Tendo como candidato a vice Fabiano Vilar (que viria posteriormente a ser vereador em João Pessoa), foi eleito com 2.625 votos. Após concluir seu mandato em 1972, só voltaria a disputar eleições em 1988, desta vez saindo derrotado nas urnas - filiado na época ao PDT, Biu ficou apenas 37 votos atrás de José Sérgio Maia ([[Movimento Democrático Brasileiro (1970)José Sérgio Maia
PMDB]]). Não tendo concorrido a nenhum cargo eletivo em 1990, voltou a disputar a prefeitura de Catolé do Rocha em 1992, e novamente foi derrotado, desta vez por Dr. Leomar (PMDB). Esta foi a última eleição municipal disputada por Biu em sua carreira política.
Nas eleições de 1994, disputou uma vaga na Assembleia Legislativa pelo  PPR. Recebeu 9.271 votos, ficando como suplente. Concorreu novamente ao mesmo cargo em 1998, agora filiado ao PSDB, e obteve 11.307 votos, porém ficou novamente na 1ª suplência.
Em 2002, se elegeu deputado estadual com 21.338 votos, em sua primeira vitória nas urnas desde 1968. Em março de 2006, recebeu do Grupo de Estudos de Opiniões Públicas e Pesquisas (GEOP) a comenda de Honra ao Mérito Político e Administrativo, mas falhou na tentativa de se reeleger para mais 4 anos na ALPB (na época estava filiado ao PFL), embora conquistasse 24.341 votos. Durante a legislatura seguinte, assumiu uma cadeira como suplente.
Visando as eleições de 2010, Biu Fernandes anunciou sua intenção de filiar-se ao PSB. Recebeu 15.755 votos, ficando como quarto suplente da coligação "Uma Nova Paraíba 2" (formada por PSDB, PSB, PFL e PDT). Em fevereiro do ano seguinte, entrou na Justiça para herdar a vaga de Adriano Galdino, que reassumiria a Secretaria de Interiorização no primeiro mandato de Ricardo Coutinho como governador. O recurso de Biu Fernandes foi baseado na decisão do Supremo Tribunal Federal de que o primeiro suplente do partido é quem assumiria a vaga (Quintans, Hervázio Bezerra e Ariano Fernandes eram os outros 3 suplentes da coligação). Uma decisão do próprio STF em março encerrou as chances do ex-deputado, promovendo Quintans (então no DEM) à vaga. Durante as campanhas para deputado estadual entre 1998 e 2010, lançava o bordão "Decore este número e guarde com vocês, eu sou..." e falava seu número de candidato (que terminava com o final 006).
Em 2013, filiou-se ao PSL e anunciou que não disputaria uma vaga na ALPB no ano seguinte, mas declarou seu apoio à candidatura à reeleição de Gervãsio Maia, seu principal adversário político. 4 anos depois, desistiu de tentar voltar à Assembleia Legislativa pelo PSL.
Em fevereiro de 2020, foi preso em Patos, acusado de desacatar policiais militares, e em outubro do ano seguinte, durante uma festa no município de Paraíba, foi derrubado após jogar dinheiro para um grupo de crianças, mas não se feriu.